# Joel Ortega Juárez
Joel Ortega Juárez (Ciudad de México, México-3 de marzo de 1946) es un militante libertario independiente, profesor universitario y analista político mexicano.
Sus estudios los realizó en la escuela pública.
Sus padres fueron la profesora de primaría María Juárez Sánchez y Joel Ortega Rodríguez, trabajador de la compañía automovilística Ford y empleado de la Compañía Mexicana de Aviación. 
Vivió fuera del país de octubre de 1969 a mayo de 1970, periodo en el que estuvo inscrito en la Universidad Patricio Lumumba de Moscú, entonces capital de la URSS.

## Militancia política
Militó en la Juventud Comunista Mexicana (JCM) desde 1963 y fue cofundador de la Central Nacional de Estudiantes Democráticos (CNED) (1966-1968).
Fue miembro del Comité Central del Partido Comunista Mexicano (PCM) entre 1972 y 1981. En su XIX Congreso formó parte de la Corriente Renovadora que intentó reformarlo.
Creó el Movimiento Comunista Libertario, con los principales miembros de la Corriente Renovadora, Roberto Borja, Félix Goded, Rodolfo Echeverría Chicali, Marcela de Neymet y Humberto Parra, entre otros, se proponían rescatar los aspectos originarios del comunismo opuestos al estatismo de los partidos comunistas y de los países del socialismo realmente existente, que entonces eran poco más de la tercera parte del Mundo, el Muro de Berlín aún no había sido derribado.
En el ámbito político, después de su militancia en el Partido Comunista Mexicano, cuando este se disolvió en 1981, participó en la creación del Partido Socialista Unificado de México (PSUM), del que fue miembro de su Comité Central (1981-86).
Desde entonces no pertenece a ningún partido, asociación, grupo político u Organización No Gubernamental.

## Movimiento estudiantil
Asistió como delegado a la Conferencia Nacional de Estudiantes Democráticos celebrada en mayo de 1963 en Morelia, Michoacán, a dos meses de la ocupación militar de la Universidad Nicolaita y la destitución de su rector, doctor Elí de Gortari. Esta reunión marcó un rumbo en la lucha del movimiento estudiantil por recuperar sus organizaciones, defender la autonomía de las universidades y emprender una reforma universitaria nacional. En la década de los sesenta hubo movimientos estudiantiles en todas las universidades del país muchos de ellos fueron reprimidos por el ejército. 
Participó intensa y activamente en el movimiento estudiantil de 1968, es sobreviviente de la matanza del dos de octubre en Tlatelolco. 
Encabezó la manifestación del Jueves de Corpus, el 10 de junio de 1971, reprimida por el gobierno del presidente Luis Echeverría Álvarez, a través del grupo paramilitar los halcones, que produjo la matanza de 44 estudiantes al menos.
Fue girada orden de aprehensión en su contra, por parte de la Procuraduría General de la República, acusándolo de ser uno de los causantes de la violencia durante la marcha estudiantil. La orden no se cumplió por el rechazo nacional e internacional a esa acusación gubernamental en contra de los estudiantes. 
El 14 de marzo de 1975, durante la visita del presidente Luis Echeverría Álvarez a la Universidad Nacional Autónoma de México (UNAM), tomó la tribuna y lo impugnó. Echeverría acusó a los estudiantes de ser un “coro fácil” al servicio de la CIA. Al día siguiente fue señalado por Gastón García Cantú, como promotor de “Una tentativa de linchamiento […]”.

## Militancia sindical
Participó en la fundación del Sindicato del Personal Académico de la UNAM (SPAUNAM), del cual fue secretario de Organización y en ese carácter intervino en la huelga de junio de 1975, que buscaba obtener un contrato colectivo para los académicos.
Posteriormente, propuso la construcción del Sindicato de Trabajadores de la UNAM (STUNAM), creado para unir en un solo sindicato a los trabajadores y a los académicos. Fue miembro de su primer Comité Ejecutivo.
El STUNAM estalló una huelga el 20 de junio de 1977, para obtener el contrato colectivo de institución que regulara los derechos de los trabajadores administrativos y académicos de la UNAM, ésta fue interrumpida el 7 de julio de 1977, por medio de la ocupación policiaca de todas las instalaciones universitarias.
Las autoridades de la UNAM calificaron la huelga como despojo y consiguieron que la Procuraduría General de la República (PGR) abriera un proceso contra los dirigentes, por la comisión de ese delito en contra de la UNAM. 
Fue presidente de la Comisión de Vigilancia del Sindicato Único Nacional Universitario. Participó en la construcción del Frente Nacional de Acción Popular (FNAP), que agrupó al sindicalismo independiente y varias organizaciones campesinas y populares. En esa condición recorrió el país e intervino en varios movimientos huelguísticos.
Cuando surgieron tendencias burocráticas en el STUNAM y el resto del sindicalismo universitario se retiró del medio sindical y regresó a su trabajo académico en la Facultad de Economía, donde permaneció hasta 1988.

## Participación independiente
Con el fin de derrotar electoralmente al Partido Revolucionario Institucional (PRI) en 1988, surgió el Frente Democrático Nacional (FDN), que lanzó como candidato a la presidencia a Cuauhtémoc Cárdenas Solórzano, dicho frente agrupaba a los siguientes partidos; Partido Auténtico de la Revolución Mexicana (PARM); Partido del Frente Cardenista de Reconstrucción Nacional (PFCRN); Partido Popular Socialista (PPS); además del FDN el Partido Mexicano Socialista (PMS) se sumó al final a la campaña. Se unieron también a la campaña de Cuauhtémpc Cárdenas, organizaciones de las izquierdas no partidistas, como el Movimiento al Socialismo (MAS) y el Grupo Polifórum Siqueiros.
Participó en esa campaña de manera individual, sin pertenecer a ninguno de los partidos o grupos antes mencionados.
Al finalizar la campaña, los partidarios de Cuauhtémoc Cárdenas Solórzano, crearon el Partido de la Revolución Democrática (PRD). El mayor esfuerzo unitario de las izquierdas mexicanas. No ingresó al PRD.
Participó en el Grupo San Ángel creado por un grupo plural de intelectuales, artistas y ciudadanos para frenar el clima de violencia que se vivía en el país por el levantamiento armado del Ejército Zapatista de Liberación Nacional (EZLN) el 1 de enero de 1994 y el asesinato de Luis Donaldo Colosio, candidato del Partido Revolucionario Institucional (PRI), a la presidencia de la República, perpetrado el 23 de marzo de ese mismo año en Tijuana, Baja California.
Para construir una opción de las izquierdas en las elecciones presidenciales del 2000, propuso públicamente que el primer candidato a la jefatura de gobierno por el PRD, fuera Cárdenas Solórzano, antes de que su Partido lo postulara. En la elección celebrada en 1997, el triunfador fue Cuauhtémoc Cárdenas Solórzano.
Apoyó a Vicente Fox Quesada, en su candidatura a la Presidencia, mediante la firma de la Plataforma Electoral elaborada por los partidos de oposición encabezados por el PRD y el Partido Acción Nacional (PAN), que no se pudo convertir en una candidatura única contra el PRI por la disputa de la candidatura entre Vicente Fox y Cuauhtémoc Cárdenas. Bajo la premisa de “ni un voto al PRI”, votaron casi dos millones de electores del PRD por Vicente Fox, contribuyendo a derrotar al PRI en las elecciones del año 2000, después de más de 70 años en el poder.
Participó en el Comité Ciudadano de la Fiscalía Especial para Movimientos Sociales y Políticos del Pasado (FEMOSPP), del 2002 al 2006, que consignó a Luis Echeverría por el delito de genocidio, por lo cual el expresidente sufrió prisión domiciliaria por casi tres años.

## Actividades académicas
Estudió Economía, en la Universidad Nacional Autónoma de México (UNAM) y obtuvo el grado de maestro en Periodismo Político en la Escuela de Periodismo “Carlos Septién García”.
Profesor de las Facultades de Economía (1975-88), Ciencias Políticas y Sociales (1975) y en el Colegio de Ciencias y Humanidades (1997-1998; 2003-2013) de la UNAM.

## Articulista
Ha sido articulista en el periódico Excélsior (1989-91); el diario La Jornada (1991-96) donde también se desempeñó como editorialista de la casa, diario español  El País  (1994-97) y en el periódico  La Crónica (1998). 
Es articulista del diario Milenio desde su fundación en el 2000, en el que publica semanalmente, hasta la fecha.

## Autor de libros
Es autor de El último decenio de la era priista, IPN, 2000; El otro camino. 45 años de trinchera en trinchera, publicado por el Fondo de Cultura Económica, 2006, con prólogo de José Woldenberg y contraportada de Jorge G. Castañeda y Marcelino Perelló.
Sus libros más recientes son 10 de junio. Ganamos la calle, Ediciones de Educación y Cultura, México 2011. y Libertad de Manifestación: Conquista del Movimiento del 10 de junio de 1971. Testimonio de un hecho histórico, UNAM. México 2013. Entre 2014-2015, coordinó el Libro Movimientos Sociales del siglo XX que forma parte de la obra La Izquierda Mexicana del siglo XX, publicado por la UNAM.